# Indian (rivière)
La rivière Indian est un cours d'eau d'Alaska, aux États-Unis située dans la région de recensement de Yukon-Koyukuk. C'est un affluent de la rivière Koyukuk elle-même affluent du fleuve Yukon.

## Description
Longue de 53 milles (85 km), elle prend sa source dans les montagnes Indian et coule en direction du sud-ouest pour se jeter dans la Koyukuk.
Son nom a été référencé en 1913 par H.M. Eakin de l'United States Geological Survey.

## Sources
- (en) « Indian (rivière) », Geographic Names Information System